# FA Cup 1973-1974
La F.A. Cup del 1973-1974 è stata la 93ª stagione del torneo di calcio più antico del mondo. Il Liverpool vinse il torneo per la seconda volta battendo il Newcastle United in finale per 3-0 a Wembley.
Le partite furono giocate nello stadio della squadra prima nominata. La maggior parte delle partite erano in programma di sabato, ma alcune partite potevano essere spostate alla domenica oppure altri giorni se le squadre erano impegnate per un altro torneo.
Se il punteggio era in parità alla fine dei 90 minuti, era prevista la ripetizione della partita a campi invertiti.
Se anche il replay finiva in pareggio dopo i tempi supplementari (previsti solo nei replay) si ripeteva di nuovo il match fino a che la situazione di parità non veniva sbloccata e quindi ci fosse un vincitore.

## Calendario
| Turno                           | Data                     |
| ------------------------------- | ------------------------ |
| Turno preliminare               | Sabato 1º settembre 1973 |
| Primo turno di qualificazione   | Sabato 15 settembre 1973 |
| Secondo turno di qualificazione | Sabato 6 ottobre 1973    |
| Terzo turno di qualificazione   | Sabato 20 ottobre 1973   |
| Quarto turno di qualificazione  | Sabato 3 novembre 1973   |
| Primo turno                     | Sabato 24 novembre 1973  |
| Secondo turno                   | Sabato 15 dicembre 1973  |
| Terzo turno                     | Sabato 5 gennaio 1974    |
| Sedicesimi di finale            | Sabato 26 gennaio 1974   |
| Ottavi di finale                | Sabato 16 febbraio 1974  |
| Quarti di finale                | Sabato 9 marzo 1974      |
| Semifinali                      | Sabato 30 marzo 1974     |
| Finale                          | Sabato 4 maggio 1974     |

## Risultati

### Primo turno
In questa fase si aggiunsero alle squadre vincitrici dei turno di qualificazione i club della Football League One e della Fourth Division. Le partite si giocarono sabato 24 novembre 1973, dieci partite sono state pareggiate e sono andate al replay.
| Sfida n° | Squadra in casa    | Punteggio | Squadra in trasferta | Data             |
| -------- | ------------------ | --------- | -------------------- | ---------------- |
| 1        | Chester            | 1-0       | Telford Utd          | 24 novembre 1973 |
| 2        | Chesterfield       | 0-0       | Barnsley             | 24 novembre 1973 |
| Replay   | Barnsley           | 2-1       | Chesterfield         | 28 novembre 1973 |
| 3        | Bournemouth        | 1-0       | Charlton             | 24 novembre 1973 |
| 4        | Banbury United     | 0-0       | Northampton Town     | 24 novembre 1973 |
| Replay   | Northampton Town   | 3-2       | Banbury United       | 29 novembre 1973 |
| 5        | Rochdale           | 2-0       | South Shields        | 24 novembre 1973 |
| 6        | Watford            | 1-0       | Chelmsford City      | 24 novembre 1973 |
| 7        | Weymouth           | 0-1       | Merthyr Tydfil       | 24 novembre 1973 |
| 8        | Reading            | 3-0       | Slough Town          | 24 novembre 1973 |
| 9        | Walsall            | 1-0       | Swansea City         | 24 novembre 1973 |
| 10       | Crewe Alexandra    | 0-0       | Scarborough          | 24 novembre 1973 |
| Replay   | Scarborough        | 2-1       | Crewe Alexandra      | 28 novembre 1973 |
| 11       | Doncaster          | 1-0       | Lincoln City         | 24 novembre 1973 |
| 12       | Wrexham            | 1-1       | Shrewsbury Town      | 24 novembre 1973 |
| Replay   | Shrewsbury Town    | 0-1       | Wrexham              | 27 novembre 1973 |
| 13       | Tranmere           | 2-1       | Bury                 | 24 novembre 1973 |
| 14       | Stockport County   | 0-1       | Port Vale            | 24 novembre 1973 |
| 15       | Wycombe            | 3-1       | Newport County       | 24 novembre 1973 |
| 16       | King's Lynn        | 1-0       | Wimbledon FC         | 24 novembre 1973 |
| 17       | Plymouth           | 2-1       | Brentford            | 24 novembre 1973 |
| 18       | Bradford City      | 2-0       | Workington           | 24 novembre 1973 |
| 19       | Hitchin Town       | 1-1       | Guildford City       | 24 novembre 1973 |
| Replay   | Guildford City     | 1-4       | Hitchin Town         | 28 novembre 1973 |
| 20       | Altrincham         | 2-0       | Hartlepool Utd       | 24 novembre 1973 |
| 21       | Southend Utd       | 3-0       | Boreham Wood         | 24 novembre 1973 |
| 22       | Exeter City        | 0-1       | Alvechurch           | 24 novembre 1973 |
| 23       | Scunthorpe Utd     | 1-0       | Darlington           | 24 novembre 1973 |
| 24       | Huddersfield Town  | 1-0       | Wigan                | 24 novembre 1973 |
| 25       | Alfreton Town      | 0-0       | Blyth Spartans       | 24 novembre 1973 |
| Replay   | Blyth Spartans     | 2-1       | Alfreton Town        | 28 novembre 1973 |
| 26       | Willington         | 0-0       | Blackburn            | 24 novembre 1973 |
| Replay   | Blackburn          | 6-1       | Willington           | 3 dicembre 1973  |
| 27       | Halifax Town       | 6-1       | Frickley Athletic    | 24 novembre 1973 |
| 28       | Runcorn            | 0-1       | Grimsby Town         | 24 novembre 1973 |
| 29       | York City          | 0-0       | Mansfield Town       | 24 novembre 1973 |
| Replay   | Mansfield Town     | 5-3       | York City            | 10 dicembre 1973 |
| 30       | Hereford Utd       | 3-1       | Torquay Utd          | 24 novembre 1973 |
| 31       | Rotherham Utd      | 2-1       | Southport            | 24 novembre 1973 |
| 32       | Bideford           | 0-1       | Bristol Rovers       | 24 novembre 1973 |
| 33       | Boston Utd         | 0-0       | Hayes                | 24 novembre 1973 |
| Replay   | Hayes              | 1-2       | Boston Utd           | 28 novembre 1973 |
| 34       | Formby             | 0-2       | Oldham Athletic      | 24 novembre 1973 |
| 35       | Colchester Utd     | 2-3       | Peterborough Utd     | 24 novembre 1973 |
| 36       | Walton & Hersham   | 0-0       | Brighton             | 24 novembre 1973 |
| Replay   | Brighton           | 0-4       | Walton & Hersham     | 28 novembre 1973 |
| 37       | Hendon             | 3-0       | Leytonstone          | 24 novembre 1973 |
| 38       | Dagenham           | 0-4       | Aldershot            | 24 novembre 1973 |
| 39       | Cambridge Utd      | 3-2       | Gillingham           | 24 novembre 1973 |
| 40       | Hillingdon Borough | 0-4       | Grantham Town        | 24 novembre 1973 |

### Secondo turno
Le partite furono giocate sabato 15 dicembre 1973. Cinque partite furono pareggiate, e i replay si giocarono la settimana successiva.
| Sfida n° | Squadra in casa  | Punteggio | Squadra in trasferta | Data             |
| -------- | ---------------- | --------- | -------------------- | ---------------- |
| 1        | Chester          | 3-2       | Huddersfield Town    | 15 dicembre 1973 |
| 2        | Alvechurch       | 6-1       | King's Lynn          | 15 dicembre 1973 |
| 3        | Grantham Town    | 1-1       | Rochdale             | 15 dicembre 1973 |
| Replay   | Rochdale         | 3-5       | Grantham Town        | 18 dicembre 1973 |
| 4        | Watford          | 0-1       | Bournemouth          | 15 dicembre 1973 |
| 5        | Blackburn        | 0-0       | Altrincham           | 15 dicembre 1973 |
| Replay   | Altrincham       | 0-2       | Blackburn            | 19 dicembre 1973 |
| 6        | Grimsby Town     | 1-1       | Blyth Spartans       | 15 dicembre 1973 |
| Replay   | Blyth Spartans   | 0-2       | Grimsby Town         | 19 dicembre 1973 |
| 7        | Doncaster        | 3-0       | Tranmere             | 15 dicembre 1973 |
| 8        | Wrexham          | 3-0       | Rotherham Utd        | 15 dicembre 1973 |
| 9        | Wycombe          | 1-3       | Peterborough Utd     | 15 dicembre 1973 |
| 10       | Barnsley         | 1-1       | Bradford City        | 15 dicembre 1973 |
| Replay   | Bradford City    | 2-1       | Barnsley             | 19 dicembre 1973 |
| 11       | Northampton Town | 1-2       | Bristol Rovers       | 15 dicembre 1973 |
| 12       | Plymouth         | 1-0       | Walsall              | 15 dicembre 1973 |
| 13       | Southend Utd     | 2-0       | Reading              | 15 dicembre 1973 |
| 14       | Mansfield Town   | 1-1       | Scunthorpe Utd       | 15 dicembre 1973 |
| Replay   | Scunthorpe Utd   | 1-0       | Mansfield Town       | 18 dicembre 1973 |
| 15       | Port Vale        | 2-1       | Scarborough          | 15 dicembre 1973 |
| 16       | Halifax Town     | 0-1       | Oldham Athletic      | 15 dicembre 1973 |
| 17       | Hereford Utd     | 3-0       | Walton & Hersham     | 15 dicembre 1973 |
| 18       | Aldershot        | 1-2       | Cambridge Utd        | 15 dicembre 1973 |
| 19       | Boston Utd       | 1-0       | Hitchin Town         | 15 dicembre 1973 |
| 20       | Merthyr Tydfil   | 0-3       | Hendon               | 15 dicembre 1973 |

### Terzo turno
In questo turno sono entrati nel tabellone i 44 club di Prima e Seconda divisione. Le partite si giocarono per sabato 5 gennaio 1974. Tredici partite furono pareggiate e una di queste richiese un secondo replay.
| Sfida n° | Squadra in casa   | Punteggio | Squadra in trasferta | Data            |
| -------- | ----------------- | --------- | -------------------- | --------------- |
| 1        | Bristol City      | 1-1       | Hull City            | 5 gennaio 1974  |
| Replay   | Hull City         | 0-1       | Bristol City         | 8 gennaio 1974  |
| 2        | Grantham Town     | 0-2       | Middlesbrough        | 5 gennaio 1974  |
| 3        | Liverpool         | 2-2       | Doncaster            | 5 gennaio 1974  |
| Replay   | Doncaster         | 0-2       | Liverpool            | 8 gennaio 1974  |
| 4        | Southampton       | 2-1       | Blackpool            | 5 gennaio 1974  |
| 5        | Leicester City    | 1-0       | Tottenham            | 5 gennaio 1974  |
| 6        | Nottingham Forest | 4-3       | Bristol Rovers       | 5 gennaio 1974  |
| 7        | Aston Villa       | 3-1       | Chester              | 5 gennaio 1974  |
| 8        | Sheffield Weds    | 0-0       | Coventry City        | 5 gennaio 1974  |
| Replay   | Coventry City     | 3-1       | Sheffield Weds       | 8 gennaio 1974  |
| 9        | Bolton            | 3-2       | Stoke City           | 5 gennaio 1974  |
| 10       | Grimsby Town      | 0-2       | Burnley              | 5 gennaio 1974  |
| 11       | Wolverhampton     | 1-1       | Leeds Utd            | 5 gennaio 1974  |
| Replay   | Leeds Utd         | 1-0       | Wolverhampton        | 9 gennaio 1974  |
| 12       | West Bromwich     | 4-0       | Notts County         | 5 gennaio 1974  |
| 13       | Derby County      | 0-0       | Boston Utd           | 5 gennaio 1974  |
| Replay   | Boston Utd        | 1-6       | Derby County         | 9 gennaio 1974  |
| 14       | Everton           | 3-0       | Blackburn            | 5 gennaio 1974  |
| 15       | Ipswich Town      | 3-2       | Sheffield Utd        | 5 gennaio 1974  |
| 16       | Newcastle Utd     | 1-1       | Hendon               | 5 gennaio 1974  |
| Replay   | Hendon            | 0-4       | Newcastle Utd        | 9 gennaio 1974  |
| 17       | Fulham            | 1-0       | Preston N.E.         | 5 gennaio 1974  |
| 18       | Portsmouth        | 3-3       | Swindon Town         | 5 gennaio 1974  |
| Replay   | Swindon Town      | 0-1       | Portsmouth           | 9 gennaio 1974  |
| 19       | West Ham Utd      | 1-1       | Hereford Utd         | 5 gennaio 1974  |
| Replay   | Hereford Utd      | 2-1       | West Ham Utd         | 9 gennaio 1974  |
| 20       | Manchester Utd    | 1-0       | Plymouth             | 5 gennaio 1974  |
| 21       | Norwich City      | 0-1       | Arsenal              | 5 gennaio 1974  |
| 22       | Bradford City     | 4-2       | Alvechurch           | 5 gennaio 1974  |
| 23       | Millwall          | 1-1       | Scunthorpe Utd       | 5 gennaio 1974  |
| Replay   | Scunthorpe Utd    | 1-0       | Millwall             | 8 gennaio 1974  |
| 24       | Carlisle Utd      | 1-1       | Sunderland           | 5 gennaio 1974  |
| Replay   | Sunderland        | 0-1       | Carlisle Utd         | 9 gennaio 1974  |
| 25       | Crystal Palace    | 0-2       | Wrexham              | 5 gennaio 1974  |
| 26       | Chelsea           | 0-0       | QPR                  | 5 gennaio 1974  |
| Replay   | QPR               | 1-0       | Chelsea              | 15 gennaio 1974 |
| 27       | Port Vale         | 1-1       | Luton Town           | 5 gennaio 1974  |
| Replay   | Luton Town        | 4-2       | Port Vale            | 9 gennaio 1974  |
| 28       | Peterborough Utd  | 3-1       | Southend Utd         | 5 gennaio 1974  |
| 29       | Birmingham City   | 5-2       | Cardiff City         | 5 gennaio 1974  |
| 30       | Cambridge Utd     | 2-2       | Oldham Athletic      | 5 gennaio 1974  |
| Replay   | Oldham Athletic   | 3-3       | Cambridge Utd        | 8 gennaio 1974  |
| Replay   | Cambridge Utd     | 1-2       | Oldham Athletic      | 14 gennaio 1974 |
| 31       | Oxford Utd        | 2-5       | Manchester City      | 5 gennaio 1974  |
| 32       | Orient            | 2-1       | Bournemouth          | 5 gennaio 1974  |

### Sedicesimi di finale
Le partite si giocarono sabato 26 gennaio 1974, ma quattro partite furono giocate il giorno successivo. Otto partite furono pareggiate e una di queste ha richiesto un secondo replay.
| Sfida n° | Squadra in casa   | Punteggio | Squadra in trasferta | Data            |
| -------- | ----------------- | --------- | -------------------- | --------------- |
| 1        | Liverpool         | 0-0       | Carlisle Utd         | 26 gennaio 1974 |
| Replay   | Carlisle Utd      | 0-2       | Liverpool            | 29 gennaio 1974 |
| 2        | Southampton       | 3-3       | Bolton               | 26 gennaio 1974 |
| Replay   | Bolton            | 0-2       | Southampton          | 30 gennaio 1974 |
| 3        | Nottingham Forest | 4-1       | Manchester City      | 27 gennaio 1974 |
| 4        | Luton Town        | 3-0       | Bradford City        | 26 gennaio 1974 |
| 5        | Everton           | 0-0       | West Bromwich        | 26 gennaio 1974 |
| Replay   | West Bromwich     | 1-0       | Everton              | 30 gennaio 1974 |
| 6        | Wrexham           | 2-0       | Middlesbrough        | 26 gennaio 1974 |
| 7        | Newcastle Utd     | 1-1       | Scunthorpe Utd       | 26 gennaio 1974 |
| Replay   | Scunthorpe Utd    | 0-3       | Newcastle Utd        | 30 gennaio 1974 |
| 8        | QPR               | 2-0       | Birmingham City      | 26 gennaio 1974 |
| 9        | Fulham            | 1-1       | Leicester City       | 26 gennaio 1974 |
| Replay   | Leicester City    | 2-1       | Fulham               | 30 gennaio 1974 |
| 10       | Coventry City     | 0-0       | Derby County         | 26 gennaio 1974 |
| Replay   | Derby County      | 0-1       | Coventry City        | 30 gennaio 1974 |
| 11       | Portsmouth        | 0-0       | Leyton Orient        | 26 gennaio 1974 |
| Replay   | Leyton Orient     | 1-1       | Portsmouth           | 29 gennaio 1974 |
| Replay   | Portsmouth        | 2-0       | Leyton Orient        | 5 febbraio 1974 |
| 12       | Manchester Utd    | 0-1       | Ipswich Town         | 26 gennaio 1974 |
| 13       | Oldham Athletic   | 1-4       | Burnley              | 26 gennaio 1974 |
| 14       | Arsenal           | 1-1       | Aston Villa          | 26 gennaio 1974 |
| Replay   | Arsenal           | 2-0       | Aston Villa          | 30 gennaio 1974 |
| 15       | Hereford Utd      | 0-1       | Bristol City         | 26 gennaio 1974 |
| 16       | Peterborough Utd  | 1-4       | Leeds Utd            | 26 gennaio 1974 |

### Ottavi di finale
Le partite furono giocate il 16 febbraio 1974, ma una fu giocata il giorno dopo. Due partite furono pareggiate e andarono al replay.
| Sfida n° | Squadra in casa   | Punteggio | Squadra in trasferta | Data             |
| -------- | ----------------- | --------- | -------------------- | ---------------- |
| 1        | Bristol City      | 1-1       | Leeds Utd            | 16 febbraio 1974 |
| Replay   | Leeds Utd         | 0-1       | Bristol City         | 19 febbraio 1974 |
| 2        | Burnley           | 1-0       | Aston Villa          | 16 febbraio 1974 |
| 3        | Liverpool         | 2-0       | Ipswich Town         | 16 febbraio 1974 |
| 4        | Southampton       | 0-1       | Wrexham              | 16 febbraio 1974 |
| 5        | Nottingham Forest | 0-1       | Portsmouth           | 17 febbraio 1974 |
| 6        | West Bromwich     | 0-3       | Newcastle Utd        | 16 febbraio 1974 |
| 7        | Luton Town        | 0-4       | Leicester City       | 16 febbraio 1974 |
| 8        | Coventry City     | 0-0       | QPR                  | 16 febbraio 1974 |
| Replay   | QPR               | 3-2       | Coventry City        | 19 febbraio 1974 |

### Quarti di finale

#### Il caso Newcastle
La prima partita fra Newcastle e Nottingham Forest fu vinta 4-3 dal Newcastle, ma nel secondo tempo il Nottingham Forest ando in vantaggio sul 3-1 grazie a un dubbio rigore concesso dall'arbitro Gordon Kew.
Durante l'esecuzione del rigore un giocatore del Newcastle fu espulso. I tifosi del Newcastle invasero il campo di gioco, due giocatori del Nottingham Forest furono aggrediti, ma l'arbitro aspettò fino a quando tutti i giocatori furono medicati e ebbe il permesso per continuare la sfida. Nonostante questo, il Newcastle vinse per 4-3 con un giocatore in meno. 23 persone furono portate in ospedale dopo l'invasione, e due di queste riportarono delle fratture alle ossa, 103 persone furono processate allo stadio e 39 furono arrestate.
Dopo la sommossa, Il Nottingham Forest mandò un reclamo scritto alla Football Association l'11 marzo. Il segretario della FA, Ted Croker, rispose dicendo che una commissione speciale formata da quattro uomini avrebbe investigato sull'accaduto e che c'era la probabilità che il Newcastle potesse essere squalificato, ma una volta che la partita è stata completata la commissione non aveva i poteri per far ripetere la partita. Ma il 14 marzo i commissari, in contrasto alle dichiarazioni del signor Croker, dissero che la partita doveva essere ripetuta in campo neutro lunedì 18 marzo.
Se questa partita dovesse essere pareggiata dovevano essere giocati dei tempi supplementari, e in caso di pareggio si sarebbe giocato un secondo replay sempre in campo neutro il giovedì successivo. La decisione fu senza precedenti, e le reazioni furono diverse: il difensore del Newcastle Frank Clark disse che grazie alla rimonta della sua squadra da due goal di svantaggio con un uomo in meno essi si meritavano la qualificazione; il capitano del Nottingham Forest invece disse che la sua squadra avrebbe vinto meritatamente e non ci fosse stata l'invasione.
Il primo replay a Goodison Park fu un nervoso 0-0 dopo i tempi supplementari, ma il secondo replay fu deciso per il Newcastle da un goal di McDonald.

#### Risultati
| Sfida n° | Squadra in casa | Punteggio             | Squadra in trasferta | Data          |
| -------- | --------------- | --------------------- | -------------------- | ------------- |
| 1        | Bristol City    | 0-1                   | Liverpool            | 9 marzo 1974  |
| 2        | Burnley         | 1-0                   | Wrexham              | 9 marzo 1974  |
| 3        | Newcastle Utd   | 4-3 (match annullato) | Nottingham Forest    | 9 marzo 1974  |
| Replay   | Newcastle Utd   | 0-0                   | Nottingham Forest    | 18 marzo 1974 |
| Replay   | Newcastle Utd   | 1-0                   | Nottingham Forest    | 21 marzo 1974 |
| 4        | QPR             | 0-2                   | Leicester City       | 9 marzo 1974  |

### Semifinali
Le semifinali furono giocate sabato 30 marzo 1974: Liverpool e Newcastle vinsero le loro rispettive partite e di conseguenza parteciparono alla finale di Wembley.
| Manchester 30 marzo 1974, ore 15:00 GMT | Liverpool               | 0 – 0 [Report referto] | Leicester City | Old Trafford\| Arbitro: \| Ken Burns (Stourbridge) \| |
| Arbitro:                                | Ken Burns (Stourbridge) |                        |                |                                                       |

| Birmingham 3 aprile 1974, ore 15:00 GMT | Leicester City          | 1 – 3 [Report referto] | Liverpool | Villa Park\| Arbitro: \| Ken Burns (Stourbridge) \| |
| Arbitro:                                | Ken Burns (Stourbridge) |                        |           |                                                     |

| Sheffield 30 marzo 1974, ore 15:00 GMT | Newcastle United        | 2 – 0 [Report referto] | Burnley | Hillsborough Stadium\| Arbitro: \| Gordon Hill (Leicester) \| |
| Arbitro:                               | Gordon Hill (Leicester) |                        |         |                                                               |

### Finale
La finale si giocò sabato 4 maggio 1974 a Wembley, e finì con la vittoria del Liverpool per 3-0, i goal furono segnati da Steve Heighway e da una doppietta di Kevin Keegan di fronte a 100.000 tifosi.
| Arbitro: | Gordon Kew (Stourbridge) |

|                             |           |  |
| Keegan 57’ 88’ Heighway 74’ | Marcatori |  |